# Galvão
Galvão es un municipio brasileño del estado de Santa Catarina. Tiene una población estimada al 2022 de habitantes.

## Historia
La localidad fue poblada a comienzos del Siglo XX con la exploración y colonización del oeste de Santa Catarina.  Originalmente parte de Clevelândia, Paraná, se separó de dicha ciudad tras los límites de Paraná con Santa Catarina.
Fue elevado a municipio el 7 de abril de 1963.